# 洛約角
54°25′S 3°29′E / 54.417°S 3.483°E
洛約角（德語：Kap Lollo），是南極洲的海岬，位於鮑威特島東北端，在1898年由德國探險隊繪入地圖，在1927年12月由挪威探險隊命名，由挪威的南極領地管轄。